# Districte de Dawei
El districte de Dawei (abans districte de Tavoy) és una divisió administrativa de la divisió de Tanintharyi (abans divisió de Tenasserim) a Birmània (Myanmar). La superfície és de 14.004 km² i la població de 672.379 habitants (2003).

## Administració
El districte està dividit en quatre townships:
- Dawei
- Longlon
- Thayetchaung
- Yebyu

## Història
La superfície era de 13.748 habitants. Els rius principals eren el Tavoy i el Tenasserim. La muntanya més alta és el Myinmoletkat (2.108 metres) a la proximitat del districte de Mergui. El districte va estar en algunes èpoques sota domini del regne de Siam, altres sota Pegu i altres sota el Regne d'Ava, però la seva història antiga és molt fosca. Inicialment poblada per tais, aviat hi van arribar colons arakanesos que van deixar la seva empremta en la llengua local (anomenat dialecte tavoyan). Els primers relats escrits diuen que el rei birmà Narapadisithu, que va anar a la zona com a predicador més que com a conqueridor, va fundar Kyethlut a la badia de Kwedaung prop del riu Tavoy vers el 1200. Va estar sota domini de Siam, després de Pegu i després del Regne d'Ava, però subjecte a atacs siamesos. El 1752 el governant de Tavoy va esdevenir príncep independent i va contactar amb la Companyia Britànica de les Índies Orientals però aquesta va proposar uns termes inacceptables. El 1757 Tavoy fou ocupada per Siam però el 1759 va caure en mans del rei Alompra; uns mesos després el rei es va posar malalt en la seva campanya contra Siam i va morir prop de la frontera de Tavoy a dos dies de distància de Martaban. Entre 1760 i 1826 el territori fou objecte de revoltes i d'atacs siamesos. Durant la primera Guerra Anglo-birmana el 1824 es va enviar una expedició militar que va acabar amb la conquesta de la zona per les forces de Sir Archibald Campbell. El 1829 va esclatar una revolta dirigida per Maung Da, l'antic governador, però fou ràpidament suprimida. Al cap d'uns anys es van retirar les tropes i només va quedar la policia que l'abril de 1888 va poder sufocar una revolta amb una mica d'ajut des de Rangon. La població era: 71.827 (1872), 84.988 (1881), 94.921 (1891) i 109.979 (1901).
La ciutat de Tavoy o Dawei tenia 22.371 habitants. El 96% de la població eren budistes i la resta animistes, musulmans o hindus. El 95% de la població parlava birmà, però la llengua habitual és el dialecte tavoyan emparentat a l'arakanès; el karen es parla a la zona muntanyosa. El 89% de la població s'identificava com a birmans i el 8% com a karens; hi havia petites minories talaings, tais i zairbadis o xinesos. Administrativament estava dividit en quatre townships: Yebyu, Tavoy, Zaunglon i Thayetchaung. El township de Tavoy o Central tenia 6.060 km² i una població de 33.818 habitants el 1901. La capital era Tavoy i hi havia 64 pobles.

## Arqueologia
- Pagoda Shinmokti al sud de la ciutat de Dawei o Tavoy
- Pagoda Shindatwe, al nord de la ciutat de Dawei o Tavoy
- Ruïnes de l'antiga Tavoy o Myohaung al nord de Dawei